# Junkers Jumo 207
Lo Junkers Jumo 207 era un motore aeronautico a pistoni contrapposti con flusso monodirezionale, a ciclo Diesel a due tempi e raffreddamento a liquido, prodotto in piccola serie dall'azienda tedesca Junkers Flugzeug und Motorenwerke AG nei primi anni quaranta.
Venne sviluppato dal precedente Jumo 205 alla fine degli anni trenta, quando sorse la necessità di avere a disposizione un motore adatto a potenziare ricognitori d'alta quota, capaci di volare al di là della quota di tangenza dei caccia nemici, e dalla lunga autonomia di volo. Per ottenere tali caratteristiche, lo Jumo 205 venne dotato di un turbocompressore a gas di scarico che alimentava la pompa di lavaggio con l'aggiunta di un interrefrigeratore a valle della stessa. Nelle versioni più potenti, il motore si mostrò in grado di sviluppare una potenza al decollo di 1 000 CV (735 kW) e di mantenere la piena pressione di alimentazione fino a 10 000 m di quota. Come velivolo venne scelto una versione modificata del bombardiere Junkers Ju 86 che, dotata di cabina pressurizzata e così motorizzata, in versione Ju 86P e Ju 86R aveva una quota operativa superiore ai 14 000 metri.

## Versioni
Jumo 207A
prima versione avviata alla produzione in serie, dotata di stesse misure di alesaggio e corsa dello Jumo 205, caratterizzata da un rapporto di riduzione con l'elica pari a 0,632 e capace di sviluppare 880 CV (647 kW) al decollo.
Jumo 207B
primo sviluppo, dimensioni interne come lo Jumo 207A ma con diverso rapporto di riduzione con l'elica pari a 0,602. Sottoversione B-1 non costruita, B-2 avviata alla serie e B-3 equipaggiata con sistema di iniezione GM-1,
Jumo 207C
simile al B
Jumo 207D
ultimo sviluppo senza alcuna applicazione a velivoli: alesaggio incrementato a 110 mm per una cilindrata totale di 18,2 L.

## Velivoli utilizzatori
Germania
- Blohm & Voss BV 222 C-0
- Junkers Ju 86 P ed R